# Obreampolles

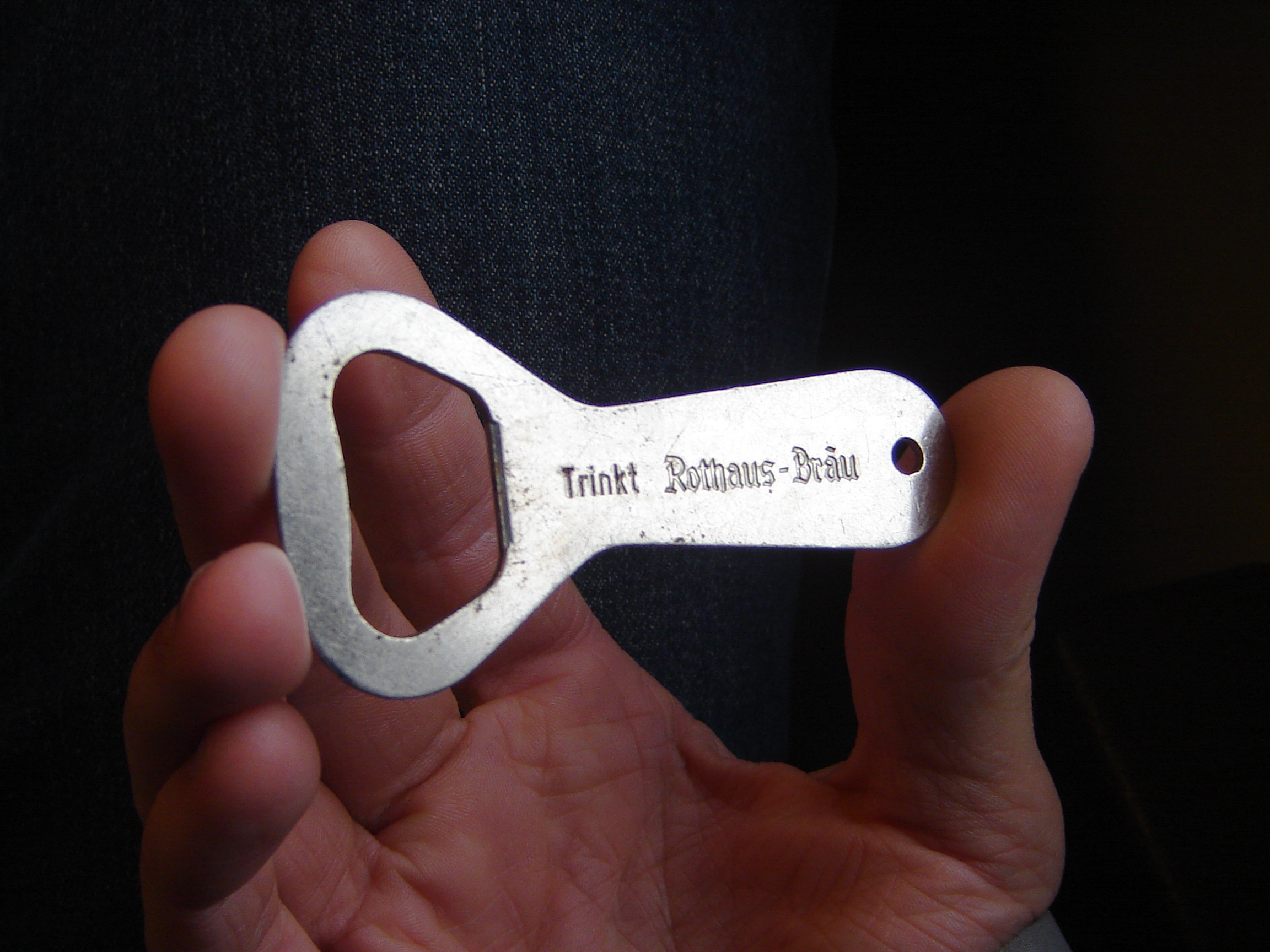
Obreampolles.

L'obreampolles, obridor, destapador, descapsulador és un estri utilitzat per obrir ampolles retirant el tap corona. El principi de l'obreampolles consisteix en un ressalt que s'insereix a la base de la xapa a manera de falca i un mànec amb el qual s'exerceix una acció de palanca per a retirar-la. Per la seva gran utilitat, constitueix un objecte habitual de regal i de marxandatge, per exemple, per envasadors de begudaes que insereixen la seva logotip o imatge al mànec.

Entre els diferents tipus d'obreampolles, es poden destacar: 

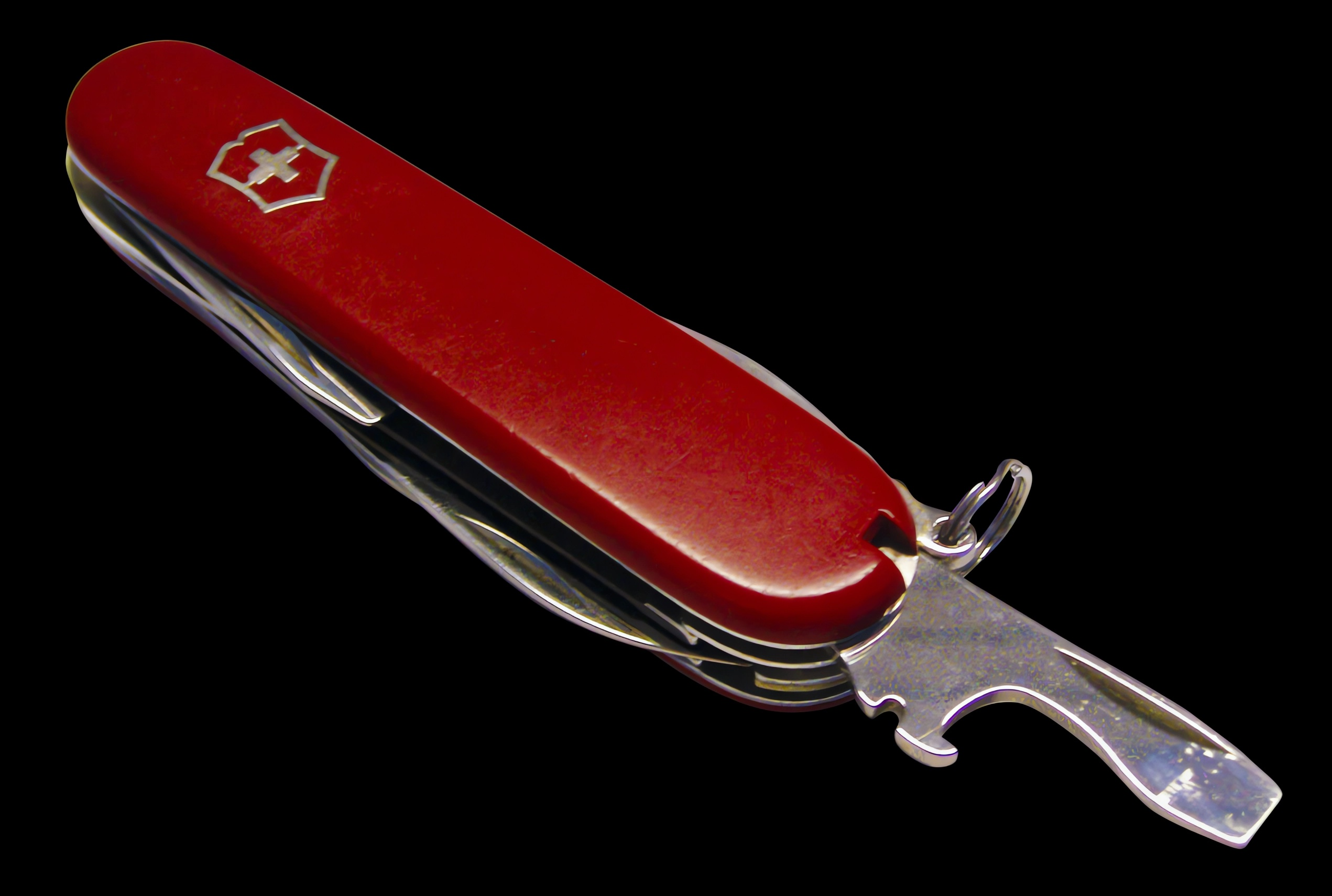
Obreampolles integrat en un raor o navalla.

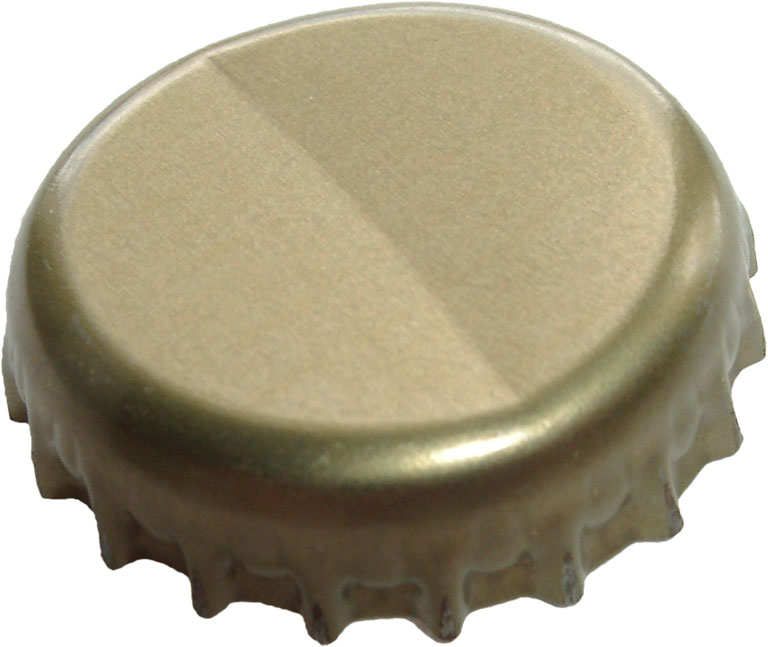
Tap corona després de l'operació d'obertura.

- L'obreampolles de mànec curt, molt propi de l'hostaleria, ja que es pot transportar a la butxaca. El seu moviment és d'enrere cap endavant exigint un més gran esforç i habilitat que els de mànec llarg. També és dit obridor descapsulador quan és plegable combinat amb un llevataps o integrat en una navalla suïssa.
- L'obreampolles amb cap arrodonit: el moviment d'obertura és de davant cap enrere. De vegades, es combina amb un llevataps d'ales.
- L'obreampolles adossat a una paret o integrat en un recipient que s'utilitza per a replegar les xapes.

El procés de segellatge per tap corona i conseqüentment els obreampolles per a obrir-lo, va ser inventat el 1891 pel nord-americà William Painter (1838 -1906) que va associar una placa de metall i una capa de suro per a fer el tap corona per estampació. La necessitat de suro per al nou tap va fer que els empresaris surers empordanesos Artur i Josep Mundet i Carbó, Josep Torres i José Combalía instal·lats als Estats Units es beneficiessin molt del nou producte.